# Devil's Kettle
La Devil's Kettle, toponyme anglais qui signifie littéralement en français « Bouilloire du Diable », est une chute d'eau des États-Unis située sur le cours de la rivière Brule (en), dans le Minnesota, dans le parc d'État du Juge C. R. Magney, au nord-ouest du lac Supérieur et au sud de la frontière avec le Canada.
L'un des deux sauts de la chute d'eau arrive dans une marmite de géant dont l'eau suit un trajet encore inconnu en aval.